# Norbert Klein

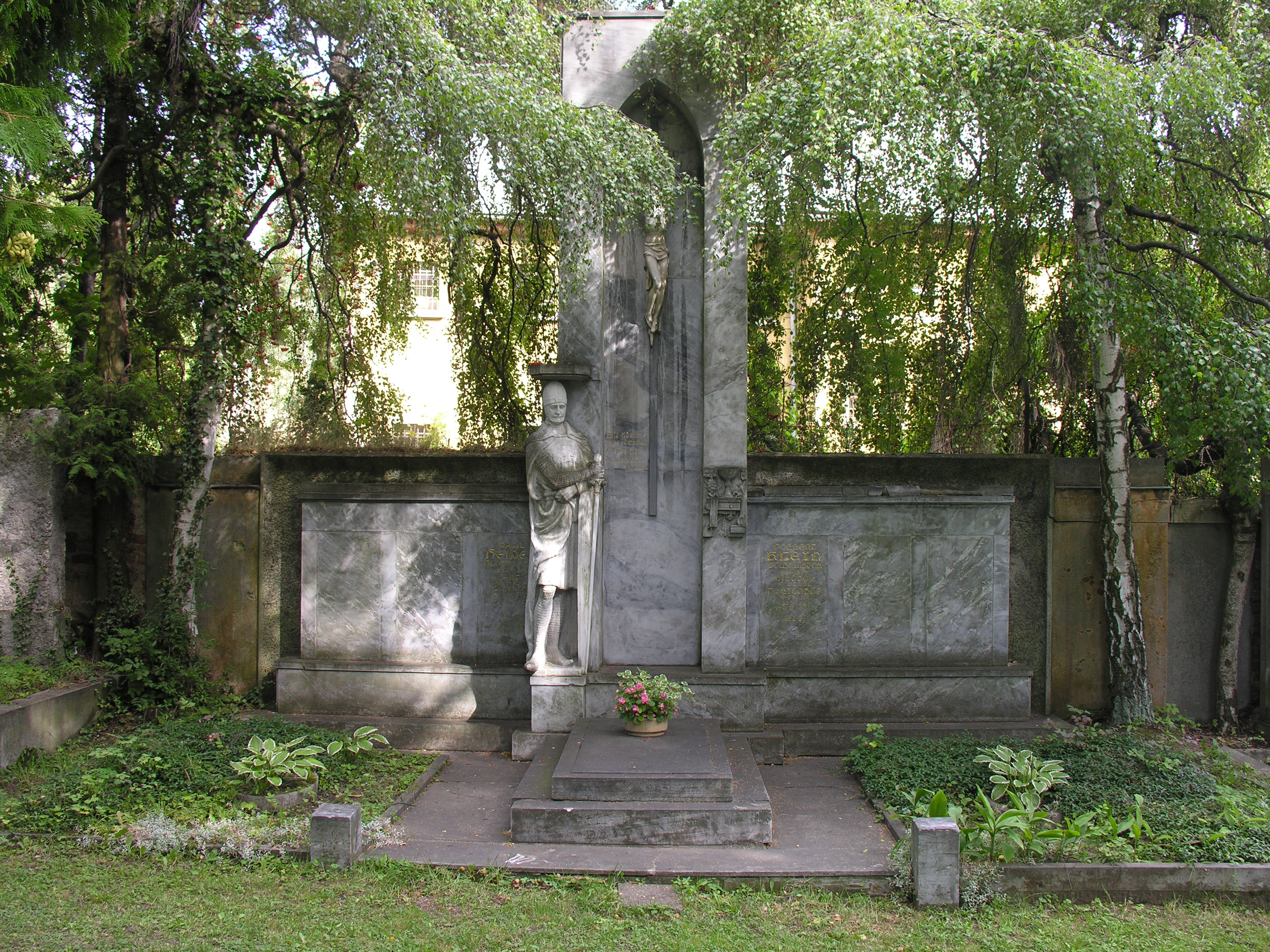
Grób wielkich mistrzów krzyżackich w Bruntálu

Norbert Klein OT (czes. Norbert Jan Nepomuk Klein, niem. Norbert Johann Klein, ur. 25 października 1866 w Rýžoviště, zm. 9 marca 1933 w Bruntálu) – duchowny rzymskokatolicki, biskup Brna w latach 1916–1926, administrator urzędu wielkiego i niemieckiego mistrza zakonu krzyżackiego w latach 1923–1933

## Życiorys
Norbert Klein pochodził z Moraw, z rodziny niemieckich tkaczy. Urodził się, podobnie jak późniejszy wielki mistrz zakonu krzyżackiego Robert Schälzky, w Brunseif na Śląsku Opawskim. Ukończył gimnazjum w Kromieryżu, a następnie studiował teologię uniwersytecie w Ołomuńcu. 16 października 1888 r. wstąpił do zakonu krzyżackiego. 27 lipca 1890 r. przyjął w Innsbrucku święcenia kapłańskie. Początkowo był wikariuszem w Opawie, następnie proboszczem w Andělskiej Hoře. W 1903 r. powrócił do Opawy i objął posadę proboszcza parafii przy kościele Wniebowzięcia Najświętszej Maryi Panny.

### Biskup Brna
W 1916 roku Norbert Klein został mianowany ordynariuszem diecezji brneńskiej.
W 1918 roku na fali protestów społecznych wobec monarchistycznej i prohabsburskiej postawy episkopatu Czech, biskup Klein gotowy był ustąpić z pełnionej funkcji kościelnej. Jako zbohemizowany Niemiec zdołał jednak przekonać do siebie wiernych i pozostał w diecezji.
W 1921 roku arcyksiążę Eugeniusz Ferdynand Habsburg mianował go wizytatorem generalnym zakonu krzyżackiego i wskazał swoim następcą na urzędzie wielkiego mistrza. W 1923 r. wolę tę poparła Kapituła Generalna i Norbert Klein został zwierzchnikiem zakonu. Decyzja o przyjęciu nowej godności nie spotkała się jednak z przychylnością Czechów.
Krytyka publiczna nominacji i skarga do Stolicy Apostolskiej spowodowały papieskie śledztwo w sprawie porządków w zakonie, które jednak nic nie wykazało. 4 stycznia 1926 r. biskup Klein pod wpływem nacisków społecznych i oskarżeń o germanofilię zmuszony został jednak opuścić diecezję brneńską i zrzec się urzędu ordynariusza. Został biskupem tytularnym Syene i zamieszkał w pałacu wielkich mistrzów krzyżackich w Bruntálu. Rezydował tam do końca życia.

### Reformy w zakonie krzyżackim
W 1925 roku pod wpływem Norberta Kleina doszło do gruntownej reformy statutów zakonu krzyżackiego. Zmiany polityczne w Czechosłowacji, Austrii i na Węgrzech, reforma rolna i sekularyzacja dóbr zgromadzenia na rzecz państwa spowodowały, że zakon krzyżacki z instytucji o charakterze paramilitarnym i związanej z monarchią habsburską przeobraził się w zwykłą kongregację duchownych.
Zlikwidowano gałąź rycerską zakonu krzyżackiego i zaprzestano zaprzysięgania braci-rycerzy. Norbert Klein zrzekł się używania do tej pory oficjalnego tytułu wielkiego mistrza i przyjął godność opata.